# Torsholma, Hammarland
Torsholma är en ö och en by utan fast bosättning i Hammarlands kommun på Åland. Ön hade fast bosättning fram till 2004.

## Geografi
Torsholmas area är 1,79 km² och dess största längd är 2,9 kilometer i nord-sydlig riktning.
Torsholma har Finbofjärden i väster, Äppelö i norr Andersöfjärden i öster och Skråbjörkö i söder.

## Befolkningsutveckling
| Befolkningsutvecklingen i Torsholma 1990–2015 | Befolkningsutvecklingen i Torsholma 1990–2015 | Befolkningsutvecklingen i Torsholma 1990–2015 | Befolkningsutvecklingen i Torsholma 1990–2015 | Befolkningsutvecklingen i Torsholma 1990–2015 |
| --------------------------------------------- | --------------------------------------------- | --------------------------------------------- | --------------------------------------------- | --------------------------------------------- |
|                                               |                                               |                                               |                                               |                                               |
| År                                            |                                               |                                               | Folkmängd                                     |                                               |
| 1990                                          | 1990                                          |                                               | 2                                             |                                               |
| 1995                                          | 1995                                          |                                               | 2                                             |                                               |
| 2000                                          | 2000                                          |                                               | 2                                             |                                               |
| 2005                                          | 2005                                          |                                               | 0                                             |                                               |
| 2010                                          | 2010                                          |                                               | 0                                             |                                               |
| 2015                                          | 2015                                          |                                               | 0                                             |                                               |